# Nikéforos Chumnos
Nikéforos Chumnos (také Nikéfor, Nikefor(os) nebo Nikifor(os), mnišským jménem Nathanael, starořecky Νικηφόρος Χοῦμνος; po 1250 – 16. ledna 1327 Konstantinopol) byl byzantský vzdělanec (spisovatel, teolog, filozof, aristotelovec) a státní úředník v období palaiologovské renesance, literární a křesťanský humanista, správce Soluně v letech 1309–1310. Jeho přítelem a později rivalem a nástupcem po jeho mocenském úpadku byl Theodóros Metochités. V roce 1326 Nikéforos vstoupil do kláštera, kde také zemřel. Založil konstantinopolský klášter Theotokos Georgoepikoos.

## Život
Nikéforos pocházel z aristokratického rodu Chumnů. Studoval rétoriku a filozofii u Řehoře II. a připravoval se na kariéru v úřednickém aparátu Byzantské říše. Poprvé se v historických pramenech objevuje kolem roku 1275, kdy byl pověřen diplomatickou misí k perskému ilchánovi . Za vlády Andronika II. byl v roce 1293 jmenován mystikem a asi za dva roky získal titul vedoucího císařské advokátní kanceláře epi tu kanikleu. Přibližně v letech 1293 až 1305 také působil jako ministr (mesazón) Andronika II. V roce 1303 se uskutečnila svatba Nikéforovy dcery Ireny Chumniany s despotem Janem (synem Andronika II.), čímž se Chumnové propojili s vládnoucím rodem Palaiologů. V letech 1309 až 1310 Nikéforos sloužil jako správce v Soluni, ale pak začal jeho vliv upadat a stáhl se z veřejného působení. Na významných postech ho nahradil Theodóros Metochités, se kterým Nikéforos vedl ostré polemiky. V roce 1316 Chumnos odešel do kláštera Krista Filantropa, kde v lednu 1317 zemřel.

## Dílo
Nikéforos byl typickým představitelem byzantské inteligence. Jeho klasicistní rétorické a literární vzdělání ovlivnilo kromě jeho literární činnosti i formální úpravu jeho úředních správních aktů, snažil se napodobovat klasické řecké spisovatele. Chumnos se věnoval přírodní filozofii, zvláště kosmologii a psychologii. Dokonale znal díla Aristotela, Platóna i novoplatoniků.
Hlavní Nikéforův filozofický spis se jmenuje O hmotě a idejích (i O látce a idejích, Peri tés hylés kai tón ideon), jenž se myšlenkově blíží idejím západních nominalistů. Ideje podle něj neexistují před hmotou a vnímatelnou skutečností, ale jsou ve smysly vnímatelných předmětech. Bůh podle něj existuje jako svébytný a nezávislý na ostatních bytostech, čímž se Chumnos odlišil od Aristotela a přiblížil k Platónovi. Dílo je namířeno proti Plotinovi a novoplatonské filozofii hlásající preexistenci a primárnost idejí před látkou.
Dalšími Chumnovými díly jsou traktáty O hodnotě a účinku slov (Peri logu kriseós kai ergasias) a O duši  (Antirhétikos pros Plótinon peri psychés), který je namířen proti Plótinovu a novoplatonskému učení. Obhajuje nauku o nesmrtelnosti duše založenou na aristotelovském učení.
Nikéforos dále tvořil chvalořeči a příležitostné řeči, například O spravedlnosti (Peri dikaiosynés) nabádající Soluňany k odstranění sociální nerovnosti, a zanechal poměrně rozsáhlou osobní korespondenci (celkem známe 172 jeho dopisů).